# (16760) Masanori
(16760) Masanori est un astéroïde de la ceinture principale.

## Description
(16760) Masanori est un astéroïde de la ceinture principale. Il fut découvert le 11 octobre 1996 à Yatsuka (en) par Hiroshi Abe. Il présente une orbite caractérisée par un demi-grand axe de 2,60 UA, une excentricité de 0,26 et une inclinaison de 6,9° par rapport à l'écliptique.

## Compléments